# 野性の女
『野性の女』（やせいのおんな、Untamed）は、1955年に公開されたアメリカ合衆国の映画。監督はヘンリー・キング。主演はタイロン・パワー, スーザン・ヘイワード、リチャード・イーガン。

## キャスト
※括弧内は日本語吹替（初回放送1967年11月5日『日曜洋画劇場』）
- ポール・ヴァン・リーベック：タイロン・パワー（川辺久造）
- ケイティ・オニール：スーザン・ヘイワード（三条美紀）
- カート・ハウト：リチャード・イーガン（外山高士）
- アギー・オワレ：アグネス・ムーアヘッド（川路夏子）
- スクワイア・オニール：ヘンリー・オニール
- ショーン・キルデア：ジョン・ジャスティン（纓片達雄）
- ジュリア：リタ・モレノ
- マリア・デグルート：ホープ・エマーソン
- クリスチャン中尉：ブラッド・デクスター

日本語吹替その他：田上和枝、麻生みつ子、和田周

## スタッフ
- 監督：ヘンリー・キング
- 製作：バート・E・フリードロブ、ウィリアム・A・バッカー
- 原作：ヘルガ・モレイ
- 脚本：タルボット・ジェニングス、フランク・フェントン、マイケル・ブランクフォート
- 脚色：タルボット・ジェニングス、ウィリアム・A・バッカー
- 撮影：レオ・トーヴァー
- 編集：バーバラ・マクリーン
- 音楽：フランツ・ワックスマン